# Публий Семпроний Соф (консул 304 пр.н.е.)
Вижте пояснителната страница за други личности с името Публий Семпроний Соф.
Публий Семпроний Соф (на латински: Publius Sempronius Sophus) e римски политик, член на римската фамилия Семпронии. Той е баща на Публий Семпроний Соф (консул 268 пр.н.е.).
През 310 пр.н.е. е народен трибун. От 304 пр.н.е. е консул с Публий Сулпиций Саверион и има победи против еквите. След това празнува триумф. През 300 пр.н.е. е понтифекс, а от 299 пр.н.е. е цензор с консулския си колега.
През 296 пр.н.е., когато етруските, самнитите, галите и други народи се обединяват в съюз, той става претор за защитата на Рим.
Публий Семпроний Соф е също така и добър юрист – експерт, според Секст Помпоний, затова и когноменът му е Соф (от старогръцки – мъдър).